# 熔化热
熔化热，亦称熔解热，是单位质量物质由固态转化为液态时，物体需要吸收的热量。物体熔化时的温度称为熔点。
熔化热是一种潜热，在熔化的过程中，物质不断吸收热量而温度不变，因此不能通过温度的变化直接探测到这一热量。每种物质具有不同的熔化热。晶体在一定压强下具有固定的熔点，也具有固定的熔化热；非晶体，比如玻璃和塑料，不具有固定的熔点，因而也不具有固定的熔化热。
同一种物质中，液态比固态拥有更高的内能，因此，在熔化的过程中，固态物质要吸收热量来转变为液态。同样，物质由液态转变为固态时，也要释放相同的能量。液体中的物质微粒与固体中的相比，受到更小的分子间作用力，因此拥有更高的内能。
熔化热的数值在大多数情况下是大于0的，表示物体在熔化时吸热，在凝固时放热，而氦是唯一的例外。氦-3在温度为0.3开尔文以下时，熔化热小于0。氦-4在温度为0.8开尔文以下是也轻微地显示出这种效应。这说明，在一定的恒定压强下，这些物质凝固时会吸收热量。

## 常见物质的熔化热

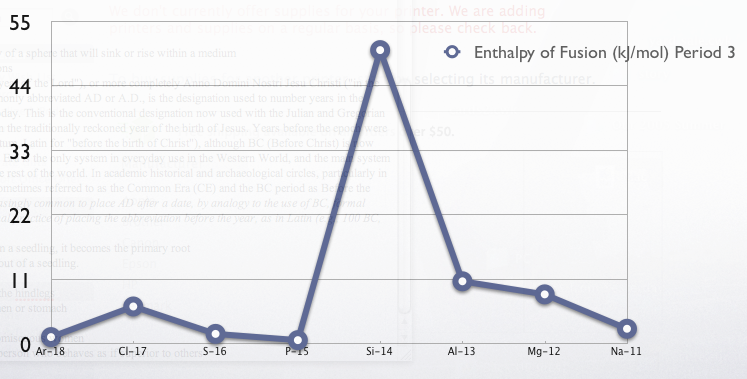
第三周期元素的摩尔熔化热

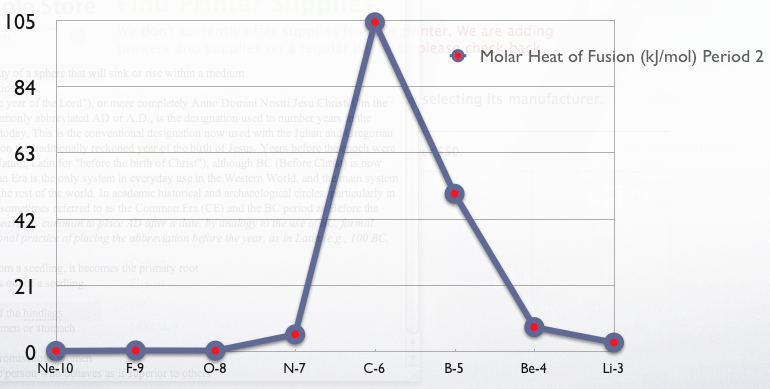
第二周期元素的摩尔熔化热

| 物质             | 熔化热 (卡路里/克) | Heat of fusion (千焦耳/千克) |
| ---------------- | ------------------ | ---------------------------- |
| 水               | 79.8               | 334                          |
| 甲烷             | 13.97              | 58.682                       |
| 丙烷             | 19.03              | 79.917                       |
| 甘油             | 47.76              | 200.62                       |
| 甲酸             | 66.05              | 276.35                       |
| 乙酸             | 25.91              | 108.83                       |
| 丙酮             | 23.45              | 98.48                        |
| 苯               | 30.09              | 126.39                       |
| 肉豆蔻酸         | 47.49              | 198.70                       |
| 棕榈酸           | 39.18              | 163.93                       |
| 硬脂酸           | 47.54              | 198.91                       |
| 石蜡（C 25H 52） | 47.8-52.6          | 200–220                      |

数据均为1标准大气压，熔点时的值。

## 与溶解度的关系
熔化热数据也能用来计算固体物质在水中的溶解度。在理想溶液中，溶质达到饱和时的摩尔分数{\displaystyle x_{2}}是该溶质熔化热、熔点{\displaystyle T_{f}us}和溶液温度的函数。
{\displaystyle \ln x_{2}=-{\frac {\Delta H_{\mathit {fus}}^{\circ }}{R}}\left({\frac {1}{T}}-{\frac {1}{T_{\mathit {fus}}}}\right)}
这里的R是普适气体常数。
比如，298K（约25℃）时，对乙酰氨基酚在水中的溶解度为：
{\displaystyle x_{2}=\exp {\left(-{\frac {28100{\mbox{ J mol}}^{-1}}{8.314{\mbox{ J K}}^{-1}{\mbox{ mol}}^{-1}}}\left({\frac {1}{298}}-{\frac {1}{442}}\right)\right)}=0.0248}
换算为克/升：
{\displaystyle {\frac {0.0248*{\frac {1000\mathrm {g} }{18.053\mathrm {mol^{-1}} }}}{1-0.0248}}*151.17{\mbox{ mol}}^{-1}=213.4}
这样计算得出的理论值与实际值（240 g/L）的误差为11%。由于溶液并不是理想溶液，若将额外的热容量的影响考虑在内，将得到更精确的结果。

### 证明
固体在溶剂中溶解，达到溶解平衡后，溶液中的溶质与未溶固体的化学势是相同的：
{\displaystyle \mu _{solid}^{\circ }=\mu _{solution}^{\circ }\,}
或
{\displaystyle \mu _{solid}^{\circ }=\mu _{liquid}^{\circ }+RT\ln X_{2}\,}
其中{\displaystyle \mu _{liquid}^{\circ }}是该条件下，该固体熔液的化学势。这一步利用了理想溶液的假设和拉乌尔定律。化简后得到：
{\displaystyle RT\ln X_{2}=-(\mu _{liquid}^{\circ }-\mu _{solid}^{\circ })\,}
又因为：
{\displaystyle \Delta G_{\mathit {fus}}^{\circ }=-(\mu _{liquid}^{\circ }-\mu _{solid}^{\circ })\,}
其中{\displaystyle \Delta G_{\mathit {fus}}^{\circ }}是摩尔熔化自由焓变。所以溶质固体和溶质熔液之间的化学势差异遵循以下方程：
{\displaystyle RT\ln X_{2}=-(\Delta G_{\mathit {fus}}^{\circ })\,}
应用吉布斯－亥姆霍茲方程：
{\displaystyle \left({\frac {\partial ({\frac {\Delta G_{\mathit {fus}}^{\circ }}{T}})}{\partial T}}\right)_{p\,}=-{\frac {\Delta H_{\mathit {fus}}^{\circ }}{T^{2}}}}
经过计算得到：
{\displaystyle \left({\frac {\partial (\ln X_{2})}{\partial T}}\right)={\frac {\Delta H_{\mathit {fus}}^{\circ }}{RT^{2}}}}
或：
{\displaystyle \mathrm {d} (\ln X_{2})={\frac {\Delta H_{\mathit {fus}}^{\circ }}{RT^{2}}}*\mathrm {d} T}
对上面的方程等号两边进行积分（忽略了摩尔熔化焓随温度的改变）
{\displaystyle \int _{X_{2}=1}^{X_{2}=x_{2}}\mathrm {d} (\ln X_{2})=\ln x_{2}=\int _{T_{\mathit {fus}}}^{T}{\frac {\Delta H_{\mathit {fus}}^{\circ }}{RT^{2}}}*\mathrm {d} T}
可以得到最终结果：
{\displaystyle \ln x_{2}=-{\frac {\Delta H_{\mathit {fus}}^{\circ }}{R}}\left({\frac {1}{T}}-{\frac {1}{T_{\mathit {fus}}}}\right)}